# 湖南大学金融与统计学院
湖南大学金融与统计学院是湖南大学的直属学院。2000年，湖南大学和湖南财经学院合并，两校的金融学与统计学合并组建成金融与统计学院。

## 学院简介
学院现有金融学（含保险学）、金融工程学、统计学、数量经济学、国民经济学5个科学学位硕士点，金融学、应用统计学、保险学、金融MBA、软件工程（金融信息化方向）等5个专业硕士学位授权点，  金融学、金融工程学、    统计学、    保险学三个本科专业。

## 院系设置
设有货币金融、应用金融、金融工程、保险学、统计学5个教学系，2个省部级重点研究基地，1个国际合作研究机构，11个校级跨学科研究中心（所），3个专业实验室。 

## 外部連結
- 湖南大学金融与统计学院 （页面存档备份，存于）